# 워터보이즈 (드라마)
《워터보이즈(일본어: ウォーターボーイズ)》는 2003년 7월 1일부터 2003년 9월 9일까지 후지 TV에서 매주 화요일에 방송된 텔레비전 드라마이다. 주연은 야마다 타카유키, 총 11회. 평균 시청률 16.0%, 최고 시청률 19.2%를 기록하였다.

## 개요
우리들도, 싱크로 하고 싶다! 신통치 않은 보이즈들에게, 최고의 여름이 왔다!
남자의 싱크로!　큰 흥행 기록을 기록한 영화 《워터 보이즈》. 그 이후로 2년 뒤. 한층 더 더운 여름이 왔다!
알고 계십니까?　재작년 여름, 작은 시골 마을을 열광으로 둘러 싼, 5명의 고교생의 활약. 수중에서 춤추는 싱크로나이즈는 여자만의 특권. 그런 상식을 뒤집고, 그들이 도전한 “남자의 싱크로”.
그들의 열의는, 이윽고 많은 사람의 마음을 움직여, 거리에 상쾌한 감동을 불러일으켰습니다.
그로부터 2년-.
이 이야기는, 그들의 열의를 이은 후배들의 즐겁게 상쾌한, 조금은 안타까운, 조금은 상큼한 청춘 드라마입니다.
싱크로도, 우정도, 연애까지… 이 드라마는, 이 모든 것을 종합한 청춘 엔터테인먼트!

## 시놉시스
학원제에서 처음으로 남자싱크로를 선보인 지 2년 후. 싱크로는 완전히 타다노 고교 축제에 인기종목으로 자리잡았다. 수영부 싱크로팀의 주장으로 얼떨결에 뽑힌 소심한 신도 칸쿠로는 싱크로에 대한 열정으로 똘똘 뭉쳐 있지만, 내성적인 성격 탓에 겉으로 표출하지 못하는 고등학생. 2학년 때 싱크로에선 긴장한 나머지 복통으로 출장하지 못한 한 때문에, 올해는 기필코 참여해야겠다는 마음이 있다.
하지만, 학교위원회에서는 학생들의 성적 저조의 이유로 싱크로나이즈 부를 해산할 것을 선언한다. 부원들이 하나 둘 빠져 나가기 시작하고, 둘러보니 남은 건 타쿠로와 싱크로를 하기 위해 전학 온 시게마츠 타테노리뿐. 위기를 맞은 싱크로나이즈 부를 되살리기 위해 필사적인 노력을 펼치는 칸쿠로와 타테노리. 이들은 올해의 학원제를 성공시킬 수 있을까?

## 등장 인물
로(창藤勘九郞)：야마다 타카유키
18세. 패기도 없고 자신도 없고 말하고 싶은 것도 말할 수 없는 조금 믿음직스럽지 못한 지극히 평범한 고교생. 실은 아이디어맨이지만 내성적인 성격탓인지 본인은 물론 주위에서도 그 소질을 발견해내지 못했다 사랑에도 역시 소극적이어서 사쿠라기 여고의 마돈나 하나무라 쿄코를 좋아하면서도 말도 못하고 다만 멀리서 바라만 본다 싱크로를 하기 위해 수영부에 가입. 바보취급 당해도 필사적으로 연습해왔다 화려한 무대가 되어야할 2학년 학원제의 싱크로에서는 긴장한 나머지 복통으로 불참. 3학년이 된 올해야말로 출전하겠다고 누구보다 불타고 있었다.
(믿松진男새히모리야마 미라이
18세. 타다노고교에 전학 온 기운찬 아이. 1학년때 뉴스로 본 타다노 고교의 남성 싱크로에 감동해 전학가면서까지 타다노 고교 수영부 싱크로팀에 지원한다 어떤 일에도 굴하지 않는 성격의 타테노리는 적극적으로 싱크로 공연을 실현시키기 위해 분주한다 특유의 말재주로 상대를 설득해 불가능을 가능하게 하려고 하는 싱크로 팀의 무드 메이커.
(田신昌라)잏에맇홍
18세. 타다노 고교 학생회장. 동경대 합격이 보장된 수재. 게다가 부자. 밝은 미래와 수려한 용모를 가졌지만 왠지 인기가 없다 하지만 다나카도 사쿠라기여고의 마돈나 쿄코를 좋아한다 싱크로를 할때에도 어떻게 하면 근사하게 보이는지를 연구하는 등의 나르시스트이다 머리가 좋고 자존심도 강해서 대단해 보이긴 의외로 순진한 남자. 팀에서 늘 해결책을 내놓는 존재.
고(홇홇홇剛ㅇ)ㄷ：이시가키 유마
격투기 매니아. 과묵하고 무서운 눈빛을 하고 있는데다 폭력사건을 저질러 유급했다는 소문이 있어 모두가 두려워 하는 존재. 하지만 보기완 달리 순수하고 사람과 어울려 있기를 원하는 평범한 학생이다 의리있고 정이 많아서 위기에 몰린 싱크로팀을 구하기 위해 필사의 노력을 한다
이시즈ㅀ ㅀ토시(石塚太)：이시이 토모야
초콜릿 바를 좋아하는 뚱보. 약간 통통함의 정도지만 본인은 그 뚱보라는 말에 비정상적으로 민감하게 반응해버린다 신체에 대한 컴플렉스로 실제로는 애교있는 성격임에도 불구하고 쉽게 남앞에 나서질 못한다 하지만 어떤 사건을 계기로 이시즈카의 수영에 대한 재능을 발견한 칸쿠로는 이시즈카에게 싱크로팀에 가입하기를 계속 권유한다 취미는 여고생 수영복 사진 몰래찍기와 친구들 밥 다 먹어버리기.
오오니시 아사코(大西麻子)：미야지 마오
사쿠라기 여고 3학년. 학원제 실행 위원. 밝고 활발하며 적극적. 칸쿠로의 소꿉 친구이다 칸쿠로가 하나무라 쿄코를 좋아하는 건 알고있지만 왠지 모르게 자꾸 신경이 쓰인다.
하나무라 쿄코(花村響子)：카시이 유우
사쿠라기 여고 3학년. 수영 부원＆학원제 실행 위원. 사쿠라기 여고의 마돈나. 하지만 상대가 다가와도 잘 눈치를 채지 못한다 남자 싱크로를 좋아해 매년 타다노 고교 학원제를 기대하고 있다.
오자키 교장(尾崎校長)：타니 케이
타다노 고등학교의 교장. 무사 안일주의. 문제를 일으키지 않고 정년까지 무사히 끝내는 것이 삶의 목표이다.
야마오카 교감(山岡敎頭)：후세 아키라
타다노 고등학교에 새롭게 부임한 교감. 학업 성적 우선 주의자로 싱크로 반대 세력의 중심 인물. 냉정하고 침착한 수완가하지만 무언가 싱크로를 지나치게 반대하는 이유가 있다.
스키타(杉田)：스기모토 텟타
생활 지도 및 수영부 고문. 타카하라가 있는 3학년 5반 담임. 학교측의 지도를 거역하고 싱크로를 하려고 하는 칸쿠로들때문에 곤혹스럽기도 하지만 학생들의 마음을 이해하려고 하는 열혈 교사이기도 하다.
사쿠마 메구미(佐久間惠 敎諭)：마나베 카오리
국어 담당 및 수영부 고문. 칸쿠로와 타테노리가 있는 3학년 3반의 담임이기도 하다 남편과 아이가 한명 있다 전 싱크로 선수로 2년 전 수영 부원을 싱크로로 이끈 계기를 만든 인물, 오노가와 교사와는 견원지간.
오노가와 시즈카(小野川靜香 敎諭)：키쿠치 마이코
수학 담당 및 진로 지도 담당. 그리고 학생회＆학원제 담당이기도 하다 다나카와 이시즈카가 있는 3학년 1반 담임. 너무 진지하고 딱딱해서 접근하기 까다로운 타입. 싱크로 반대 파로 사쿠마 선생을 라이벌로 여기고있다.
토모시비의 마마(‘ともしび’のママ)：에모토 아키라
상가의 일원으로서 사실은 무엇보다도 젊은 남자의 알몸을 사랑하는 사람으로서 열렬히 싱크로 팀을 응원한다. 가게인 ‘토모시비’가 싱크로팀이 자주 모이는 장소.
토모시비의 치마마(‘ともしび’のチィママ)：도쿠이 유
‘토모시비’의 치 마마. 마마와 함께 싱크로 팀을 응원한다
이소무라(磯村)：다케나카 나오토
자칭“남자 싱크로를 성공시킨 공로자”. 그 덕분에 위세도 좋았지만 최근에는 살길에 여념이 없다. ‘토모시비’의 마마와 치마마에게 사기로 미용 기구를 강매한 뒤 자취를 감춘다.
키요마사(淸正)：야시마 노리토
이소무라의 남동생. 형과 같이 대충 가볍게 사는 사람. 타다노 고등학교나 사쿠라기 여고에 들어가선 뭔가 수상한 것(다이어트 사프리, 건강 상품, 교재 등) 을 강매하기도 한다 도망친 형을 대신해 토모시비에 잡혀 일하게 된다.
사토 카츠마사(佐藤勝正)：타마키 히로시
남자 싱크로를 처음으로 시작한 수영부의 OB. 현재 주부에게 수중 에어로빅를 가르치는 아르바이트를 하고 있다. 칸쿠로들을 도와 싱크로를 해나갈 수 있도록 힘써준다.
신도 미와코(進藤美和子)：타카하시 히토미
칸쿠로의 어머니. 시청의 교육과장으로 수험의 방해가 되는 싱크로는 절대 반대한다.
신도 칸이치(進藤勘一)：아사노 카즈유키
칸쿠로의 아버지. 시청 관광과에 근무. 우유부단하고 온순한 남자. 칸쿠로가 선택할 길에 최선을 다할 수 있도록 격려한다.
신도 히토미(進藤仁美) ：이칸 유키코
칸쿠로의 여동생. 11세라고는 생각할 수 없을 정도로 시니컬하고 쿨. 항상 칸쿠로의 염장을 지른다.
키타지마 타이치(北嶋大地)：카타야마 레오
수영부의 주장. 모두의 리더적 존재로 현실주의. 학원제에서 싱크로를 시행할 생각이었지만 학교에서 반대하자 현실을 받아들이고 인터하이에 힘을 쓴다.
야스다 타카시(安田 孝)：타나카 케이
수영 부원. 칸쿠로처럼 수영부지만 수영에 약해 소극적. 곧장 휩쓸려버리는 성격이지만 칸쿠로와는 사이가 좋다 학교에서 싱크로 금지를 시키자 결정을 받아들이고 수험에 매달린다.

## 스태프
- 원작：야구치 시노부 (2001년 영화 《워터보이즈》)
- 각본：하시모토 유우시, 나카타니 마유미
- 음악：사토 나오키
- 기획：카나이 타쿠야, 세키구치 다이스케(후지텔레비 영화 제작부. 영화판 프로듀서)
- 프로듀서：후나츠 코이치, 야나가와 유키코(쿄도 TV)
- 연출：사토 유이치, 무라카미 쇼스케, 타카하시 노부유키(쿄도 TV)
- 싱크로 수영 지도：후와 히사시, 키타무라 사카에기(영화의 보이즈의 혼자)
- 댄스 안무：핫탄다 리코
- 스케줄：요시다 시켄
- 홍보：세이노 마키

## 방송일 및 부제·시청률
| 각화                                                         | 방송일          | 부제                              | 시청률 |
| ------------------------------------------------------------ | --------------- | --------------------------------- | ------ |
| 제1화                                                        | 2003년 7월 1일  | 남자가 싱크로!?                   | 17.9%  |
| 제2화                                                        | 2003년 7월 8일  | 싱크로 위험하잖아!?               | 13.6%  |
| 제3화                                                        | 2003년 7월 15일 | 축결성! 싱크로 동호회             | 16.4%  |
| 제4화                                                        | 2003년 7월 22일 | 싱크로 공연 결행                  | 16.4%  |
| 제5화                                                        | 2003년 7월 29일 | 싱크로 여름 합숙!                 | 17.1%  |
| 제6화                                                        | 2003년 8월 5일  | 눈물의 인터하이                   | 14.5%  |
| 제7화                                                        | 2003년 8월 12일 | 싱크로에 대한 생각                | 14.4%  |
| 제8화                                                        | 2003년 8월 19일 | 여름이다! 바다다! 상어남(男)이다! | 14.6%  |
| 제9화                                                        | 2003년 8월 26일 | 해산 따윈 하지 않아               | 16.7%  |
| 제10화                                                       | 2003년 9월 2일  | 32명이 일으키는 기적              | 15.5%  |
| 최종화                                                       | 2003년 9월 9일  | 남자의 싱크로 공연 최고의 눈물!   | 19.2%  |
| 평균 시청률 16.0%（시청률은 간토 지방·비디오 리서치사 조사） |                 |                                   |        |

## 관련 음반

### 주제곡
- 후쿠야마 마사하루 - 〈무지개〉

### 오리지널 사운드 트랙
1. 싱크로 BOM-BA-YE
2. Oh Shit !!
3. 슈가 베이비 러브
4. Here We Go !
5. Just Joking
6. 셰리에 입맞춤
7. 동경
8. 토호호의 돌아 오는 길
9. 저격
10. Friendship
11. Obstruction '77
12. Jing-Jang
13. MISIRLOU (Instrumental Version)
14. 싱크로 BOM-BA-YE (Alt. Version)
15. 천국과 지옥
16. 무지개 (Piano Version)

## 수상 정보
2003년 38회 《일본 TV 드라마 아카데미상》
- 남우조연상 : 모리야마 미라이 수상
- 신인배우상 : 이시이 토모야 수상
- 특별상
- 타이틀팩상

## 같이 보기
- 워터보이즈 : 2001년 개봉한 원작의 일본 영화.
- 워터보이즈 2 (드라마) : 2003년 방송된 드라마 1탄.
- 워터보이즈 2005 여름 : 2005년 방송된 스페셜 텔레비전 드라마.